# セガネットワーク対戦麻雀MJ4
『セガネットワーク対戦麻雀MJ4』（セガネットワークたいせんまーじゃん エムジェイフォー、以下「MJ4」）とは株式会社セガ（後の株式会社セガ・インタラクティブ）が業務用アーケードゲームとして販売しネットワークを運営する、オンライン対戦ができる麻雀ゲームである。日本プロ麻雀協会の公認を受けている。2008年2月20日より正式に全国稼動を開始した。なお、本項目では、2009年に登場したマイナーバージョンアップ版である『セガネットワーク対戦麻雀MJ4 Evolution』（ - エムジェイフォー エボリューション、以下「MJ4Evo」）についても記述する。

## 概要
当時の『セガネットワーク対戦麻雀MJ2』（以下「MJ2」）の特長であったネットワークを通じ全国の他店舗のプレイヤーと対局でき日本プロ麻雀協会公認のプロ雀士（以下「プロ雀士」）がコンピュータープログラムではなく生身で対局すること、3Dポリゴン表示によるリアルな再現性とライブモニタによる派手な実況中継の展開を引き継いでいる。
2013年2月27日を以ってネットワークサービスは終了した。

## MJ3からの主な変更点・改良点
- システム基板が、『セガネットワーク対戦麻雀MJ3』（以下「MJ3」）までのChihiroからLINDBERGH REDに変更された（主な理由としては、Chihiroの共同開発元であるセガとマイクロソフトとの契約期間が終了したため、新規導入店向けの基板を新たに生産できなくなったことが挙げられる）。これに伴い、メディアもセガの独自メディアであるGD-ROMから、一般的なDVD-ROMに変更された。
- ライブモニタ筐体を完全一新。32インチワイド画面のLINDBERGHユニバーサルキャビネットを採用。これにより画角が従来の4:3から16:9のワイド画面に変更となった。また操作ボタンが設置され、各種情報を閲覧できるようになった。
  - ちなみにVer.C以前のリプレイではまだ山牌が無く、ほぼMJ2並みのリプレイ画面となっていた。そしてVer.Cからようやく山牌が表示され、ほぼMJ3並みのリプレイ画面となった。
- リーグ戦に三人打ちリーグが追加された（段位変更あり・幻球争奪戦あり）。ルールもMJ3の雀荘モードの3人打ちルールとは若干異なる（北がドラ牌扱いされない。子和了時の点数按分は、親8分の5・子8分の3）。
- リーグ戦階級にA3が追加され、A1・A2・A3・B1・B2・B3・C1・C2・C3の9階級になった（Ver.B以降の雀荘リーグはS1・S2・S3がA1の上に存在するため、全部で12階級）。
- 大澤ふみな先生が優しく指導してくれるトレーニングモードが追加となった（段位変更あり・幻球争奪戦なし）。
- 経験値がMJ3以前の1ポイントがMJ4では10ポイントに相当するように細分化されたほか、点数状況による経験値増減も原点から増減に細分化され順位に関係なく考慮されるようになった。このため昇格・降格条件が1000点単位で細かく表示されるようになったほか、プレー時の得点状況に応じて「昇格チャンス」「降格ピンチ」などと表示が変化するようになった。
- サテライト筐体によるゲーム中においての解説の声が男声から女声に変更となった。Ver.Cからは、男声・女声を選択することが出来るようになった。

## 筐体
数台の対局プレイ用筐体（サテライト筐体）と1台のライブモニタ筐体にわかれる。

### サテライト筐体
サテライト筐体とは、プレイヤーが対局時に操作する端末である。硬貨投入口とMJ4メンバーズカード専用カードリーダー（MJ4Ver.Cまではスロット式、MJ4Evoからはタッチ式）、タッチパネルモニター、捨牌選択と鳴き・アガリ・キャンセル・リーチ・スタートの各ボタンからなる。
タッチパネルを採用しているため操作は画面を直接触れて行え、容易かつ直感的な操作が可能となっている。以下に対局中にタッチパネルで行える主な操作の一部に付いて記す。
- 捨牌を行う際は捨てたい牌に触って選択し、それに再び触ることで捨てられる。この時強く触ることで打牌を強打できる。
- 鳴きやリーチ、アガリ等を行える時は、画面に出るボタンに触ることで行える。同様に鳴きやツモアガリ時は、強く触ることで強演出になる。
- 自分の番以外で手牌をドラッグすることで理牌できる（自動で理牌させることもできる）。捨牌選択ボタンと組み合わせる事で複数枚同時に移動することもできる。（MJでは手牌のどこから牌を捨てたかが他家にわかる仕様になっており、それで手を読まれることを嫌うユーザーは手動理牌を選ぶことが多い。）
- 画面左右のタブに触れることでさまざまな情報を閲覧したり、アイテム関連の操作やチャットメッセージ送信等の機能を利用できる。
- 河の捨て牌や相手の手牌に触れるとマークを付けられる。
- 牌に強く触れている間、同じ牌が強調表示される。
- アガリ牌指定、鳴き牌指定の操作（捨牌選択ボタンまたはアガリボタンを組み合わせて操作する）。

基本的な操作はタッチパネルとボタンのどちらでも可能であるが、アガリに限ってはこのボタンを押して（叩いて）行う人を多く見受けられる。

### ライブモニタ
ライブモニタとは対局用とは別に用意された中継用の筐体である。

備えられたモニタでは以下の情報が確認・閲覧できる。
- サテライト筐体の空席状況、および各席プレイヤーの情報（段位・ゲームモード・得点状況）
- 対局のリプレイ（プロ雀士・MJ.NET認定雀士の和了、高得点の和了、巧い（うまい）打ちまわしを実況・解説付きで観戦できる）
- 全国イベント情報・店舗内イベント情報
- 参戦予定のプロ雀士紹介
- 今月のMJ.NET認定雀士の紹介
- 各種ランキング
- プロリーグ情報
- MJ4紹介（特徴を紹介する「MJCM」、プレイ方法・ルールの説明等）

対局のリプレイはライブモニタ内に保存され、その中から好きなリプレイを選んで閲覧することが出来る。Ver.Cよりサテライト筐体からライブモニタにリプレイを送信する機能が実装されたため、MJ.NETの牌譜書を持っていないプレイヤーでもライブモニタで好きな一局をリプレイできるようになった（ただし保存できる局数には制限がある。CPU戦・トレーニングモードは対象外）。
なお本作よりライブ中継が廃止され通信サーバは別ユニットとなったため、ライブモニタ不使用での稼働も可能である。

### 演出
MJ4の魅力の1つとして、派手な演出の数々がある。主な演出をここに記す。なお店内対戦時、またはチーム内戦（チーム大会、チーム雀荘含む）で同店舗内のプレイヤーとマッチングされているときは効果音は発生しない。
- ドラ（赤牌含む）が配牌にあった時、ドラをツモったとき、裏ドラやカンドラが乗った時にその牌が効果音と共に一瞬光る。
- 最高で満貫以上となる手をテンパイすると、「満貫チャンス」「満貫確定」「役満確定」…等の現在できている手の中で最も高いアガリ点数のテンパイ表示が付く。一発や裏ドラ、嶺上開花、槍槓、河底などは含まれない。MJ3EVOまでは基本的にロンアガリの時のみの表示（フリテンや四暗刻テンパイの時のみツモアガリの場合の表示あり）だったがMJ4からはツモアガリ時限定の三暗刻などツモアガリの場合の点数も考慮されるようになり、特に「満貫チャンス」の表示頻度が上がっている。Ver.Cからは赤牌かそれ以外の牌かでの点数計算もそれぞれ判断されるようになりより細かくなっている。
- 満貫以上の上がり（ラス確定となる上がりを除く）やトップ確定となる上がりの上がり牌をツモった時に画面が暗くなり、白い手が出て当たり牌を持って来る（まれに発生しないこともある。演出がないとハズレ確定という状況を回避するため）。ただし、両面待ち等で片方だけが満貫以上の手（一通・三色など）で別の待ち（安い方）をツモったときも発生する。
- 役満テンパイ（または、国士無双イーシャンテン）となる牌や、役牌のドラの3枚目をツモった時にも上記のような演出がある。ただし、上記の演出とは少し違う（上記と比べると動きが早い）。
- 役満（数え役満を除く）かオーラスにおいての大逆転上がりをツモると画面が真っ暗になり、指先が光りながらゆっくりと当たり牌を持って来る演出がある。
- 当たり牌が他家から出た時、その牌にスポットライトが当たる。このとき、ラス確定となる場合は警告メッセージが表示される。
- 満貫以上を上がった時、牌を倒すモーションが入る（満貫未満の手に裏ドラを加算した結果の満貫や流し満貫及び、ラス確定となる上がりを除く）。倍満以上を上がった時は、熱風のような物がプラスされる（数え役満を含み、倍満未満の手に裏ドラを加算した結果の倍満を除く。ラス確定となる場合は満貫モーションに降格する）。更に役満を上がった時には、専用の演出がある（数え役満を除く）。
- （Ver.Cより実装）ツモ時に面子（メンツ）または搭子（ターツ）が完成すると、完成した牌の周りに枠が表示される。

## 対局の流れ
対局を行う場合の大まかな流れは次のようになる。
1. サテライト筐体にMJ4メンバーズカードを差し込む（MJ4Evoではカードをかざす）
カードを使用しない場合は画面に触れるかスタートボタンを押す。
未使用カードの場合カード登録を行う。最初から始める場合はここでゲーム内で使用するアバターとニックネームを決める。アバターは後の対局中に任意で変更可能である。
2. カード使用の有無を選択し、対局モードを選択する。
  - 公式モード（段位変動あり）
    - 段位別戦（東風戦のみ）
    - リーグ戦（初段以上）

  - 雀荘モード（参加資格がある時のみ。Ver.Bより実装）
  - トレーニングモード
  - イベント（開催中のみ）
  - チーム内戦（チーム加盟中、東風戦のみ。Ver.Bより実装）
  - 店内対戦（東風戦のみ、同じモードを選択したプレイヤー同士で対局する）
  - シングルモード（東風戦のみ、他家はすべてCPU。Ver.Cより実装）
3. タイムオーバー（持ち時間終了）制の有無を選択する
  - タイムオーバーあり
    - 点数の授受により持ち時間も増減する。但し持ち時間が0の場合、上がりでは回復するがそれ以外の場合は次の局へ進む際に追加クレジットが必要となる。持ち時間は店舗の設定にもよるが、最大90秒。
    - 持ち時間が無くなった状態で1局が終わり、クレジットを追加しないとゲーム終了（いわゆる途中抜け）。

  - タイムオーバーなし
    - 通常、選択するには追加クレジットが必要
    - 1局開始ごとに持ち時間が初期値に戻る

いずれも捨牌早切りで持ち時間が若干回復する（fast：+0.1秒、very fast：+0.3秒）。またクレジットの追加により持ち時間を追加することが可能である。
タイムオーバー制の有無にかかわらず自分の手番（捨牌、鳴き、アガリ）ではタイムゲージが有効になり、ゲージと持ち時間が減っていく（ただし最初の数秒間の部分と後述のソロプレイ時はゲージが緑色で表示されており、この部分では持ち時間が減らない）。ゲージ若しくは持ち時間が無くなった時点で選択牌が自動的に切られる（鳴き、アガリはキャンセルとなる）。ゲージは自分の手番ごとに初期値へ戻る。但し、持ち時間がゲージの長さに足りない場合は持ち時間分しかゲージの赤の部分が無い状態になる（全体のゲージも持ち時間に応じて短くなる。持ち時間0になった場合は緑の部分だけになり、ほとんど思考時間を使えない）。
4. 自動的に対局相手とマッチングされ、麻雀の対局を行う
相手がいない場合、現れるまでCPU戦（ソロプレイ）を行う。
相手がいたが一定時間経過しても対局者が4人（三人打ちルールの場合は3人）に満たない場合、CPUがメンバーに加わり通常対局になる。
通常は同店舗内の相手とはマッチングされない。ただし、チーム内戦に限り同店舗内の相手とマッチングされる。
5. 対局終了後、順位によって継続して対局ができる（設定によっては、下位終了時に継続が出来ずカード強制排出となる場合もある。また、参加モードの受付時間終了の場合は強制的に段位別東風戦に変更され、段位別東風戦受付時間終了後は強制排出となる）。

### MJ4メンバーズカード
MJ4メンバーズカード（以下「MJ4カード」）とは、プレイヤーの対局記録等の個人情報を保存するための専用のカードである。MJ4カードによりプレイヤーは段位認定を受けたり、MJ4カードに記載のアクセスコードによりMJ.NETのサービスを利用できる。MJ4はMJ4カード無しでもプレイ可能であるが、未使用では段位の昇格等に制限があるうえに一度ゲームオーバーになると段位が引き継げないため、本格的にプレイする際はMJ4カードをあらかじめ準備しておくことが望ましい。なお、MJ4まではカードに実際に書込みを行うためオフラインでも記録可能だが、MJ4Evoより記録方法が変更され、データはすべてサーバ保存でカードへの書込みは行われない仕様になる。
MJ4カードは設置店舗で自動販売機または店員との対面で購入できる。MJ4カードは非接触型ICカードになっており、使用期限は無いが250回の使用回数制限がある。またMJ4のカードはカード使用に際し、暗証番号を設定することが可能である。後述のカード再発行のことを考えると暗証番号は設定したほうが良い。但し、プレイしない期間がMJ.NETで設定した有効期間を超えると暗証番号は解除されてしまう（入力無しで使えるようになる）。このため、紛失したカードは速やかに再発行の手続きを取らなければならない（申請後は紛失カードは使用不可能になる）。
残り使用回数が少なくなった場合は新たにMJ4カードを購入し、使用中と新規のカードを2枚重ねでサテライト筐体に挿入することでMJ4カード内のデータを移動できる（カード更新）。またMJ3メンバーズカードを使用していた場合、同様に新規のMJ4カードと2枚重ねでサテライト筐体に挿入することでMJ3のプレイデータをMJ4に継承することができる（カード引継ぎ）。但し引継ぎできるのは前作のバージョンアップ版である『MJ3 EVOLUTION』でプレイしたことのあるカードのみであるため、MJ2以前のものは勿論、無印版MJ3からの引継ぎも出来ない。
新規MJ4カードは必ず登録しなければ使用できないが、登録行為については無料で行える。またこの際、（登録・引継・更新）ボーナスGOLDが支給される。
プロ雀士・MJ.NET認定雀士・ゲスト雀士（カード未使用の「ゲスト」とは異なる）には、それら専用のメンバーズカードがセガから発行されている。MJ.NET認定雀士は一定条件（店舗側による設定）により、一定回数のフリープレイが可能（その際のゲーム料金はセガが負担して後日店舗に支払われる）な特典がある。MJ.NETへ登録してあるMJ4カードであれば再発行（紛失、破損した元のカードを使用せずに新規カードにデータ移動）が可能であるが元カードが必要な更新と異なり、再発行に関してはペナルティがある（リーグ降格、プロリーグ参加権剥奪等）ため注意が必要である。もし暗証番号を設定せずにカードを無くし、第三者にMJ.NETからのカード登録解除手続きをされてしまうとカード再発行ができなくなるため、暗証番号は設定しておくことが望ましい。
MJ4Evoではカードスロットが廃止され、タッチ式カードリーダーに変更された。それに伴いメンバーズカードもタッチ式リーダー対応の新しいICカードにリニューアルされている。また、電子マネー対応携帯電話をICカード代わりに利用することも可能となった（電子マネー決済は非対応）。携帯電話を持っていない場合は、MJ4からのデータ引き継ぎの際に、新しいICカードを別途購入する必要がある。なお、一度MJ4からのデータ引き継ぎを行うと、今後現行MJ4ではプレイ不可になる。また「初音ミク Project DIVA Arcade」のICカードや「戦国大戦」からサービスを開始した「Aimeカード」、バンダイナムコホールディングスの「バナパスポートカード」を使用し、MJ4Evoをプレイすることも可能である。

#### アイテムとGOLD
数百種類あるアイテムを収集してアバターに装着し、自在にアレンジできる事もMJシリーズの魅力である。
アイテムは以下のように分類されている。
- アバター種（基本キャライラスト）
- 頭（髪型等）
- 顔
- アクセサリー（眼鏡・サングラス等）
- 服（インナー）
- 服（アウター）
- 爪
- 指（指輪等）
- 手・手首（ブレスレット等）
- その他の装飾品
- 背景
- 枠
- BGM

なおMJ4を新規に始めた場合、全アバター種と各アバターの初期装備アイテムのみしか所持していない。
アイテムの主な入手方法は以下の通り。
- ゲーム内の仮想通貨GOLD（ゴールド）を使用して、MJ.NETや対局中にショップで購入。
- ゲーム中に出現する宝箱から入手。
- ゲーム中に獲得したメダルと交換。
- イベント入賞時にもらえるスタンプを集めて獲得。
- MJ.NETの育成ゲーム「サイコロ街」を攻略。

アイテムやGOLDはMJ4カードおよびMJ.NET上に所持することができ、ゲーム内で使用したりオークションに出品、売買することができる。ゲーム内で使用するにはMJ4カードに、MJ.NETで使用するにはMJ.NET上に所持していなければならないが、送受信の操作を行うことで移動が可能である。
MJ3よりアイテムを対局中に装備できるようになった他、雀荘モードが新たに加わった事でほとんどのプレイヤーが使用できるようになった。
なおMJ4カードを使用しないゲストではアイテム等を所持する事はできない。

##### 宝箱
アイテムやGOLD、メダルはゲーム中に出現する宝箱からも入手できる。宝箱は木・銀・金・スペシャル（Ver.Cより追加）の4種類があり、豪華なものほど珍しいアイテムが入っている可能性が高い。

##### チャレンジ
木の宝箱にはチャレンジ（課題）が書かれた巻物が入っている事がある。次以降の対局でチャレンジを成功させる事で、金もしくは銀の宝箱よりアイテム等を得られる。

## 段位認定
プレイヤーは、公式モードまたはトレーニングモードのオンライン対局を行うことによってゲーム内での段位が認定される。

### 段位別戦
初段未満の級位では公式モードでは段位別戦（東風戦）のみしか選択できない。
ただし級位では店内対戦等、公式モード以外のゲームモードでも経験値の増減がある（雀荘モードおよび、経験値変動無しのイベントモードを除く）。

#### 経験値
段級位制を採用しており、通常段位（級位及び段位）は"経験値"によって判断される。経験値は、現在の級位及び段位によって増減値は異なるが、高順位で対局を終了したり評価ポイントを貯めることにより増えてゆく。対局を強制中断したり低順位を取ると、当然減少してしまう。

#### 幻球
強者以上の上級段位では経験値の概念は名目上は無くなり（但し、昇格直前の経験値は保持したまま）、所持している幻球の種類と数により段位認定をする。ただしMJ4では、「幻球変動値」という形で事実上の経験値が導入されている。通常の対局（幻球変動戦）では段位までの経験値と同様に「幻球変動値」が変動する（変動値が＋1個・－1個分に到達した場合に、幻球が増減する）。但し一定の条件を満たしたマッチングが発生した場合は、同階級の幻球所持者同士で幻球を奪い合う（この時、変動値は変化しない）。この対局は「幻球争奪戦」とよばれている。
幻球争奪戦は同階級幻球所持者が同卓した場合に発生し、サシウマ勝負で行う。3人以上が対象の場合は対局結果の最上位と最下位のみで争奪され、中間順位の者は一律「引き分け」となり無変動である。所持幻球数が一定に達すると上の階級へ昇格するが、幻球を全て失うと下の階級へ降格する。最下階級の幻球を全て失った場合、強者から経験値に応じた段位に降格となる（MFCと異なり、上級段位から級位への降格はまず発生しない）。昇格した場合は余剰となる幻球が昇格後の階級における「幻球変動値」に換算され、降格した場合、降格時の幻球の不足分（負債）に応じて降格後階級の幻球または経験値が減算される。
幻球争奪戦は特定の条件を満たすと、「二倍争奪戦」（幻球の移動数が通常の2倍）・「原点攻防戦」（持ち点が配給原点を上回っているプレイヤーの人数で、争奪の個数が変動）という特殊な争奪戦として行われる。

#### 評価ポイント
評価ポイントとは評価対象となりうる打ちまわしをポイントとし、経験値等に換算するシステムである。
評価対象とは例えば他家のアタリ牌を手に留めておく、他家の和了手変更によりアタリ牌ではなくなった不要牌を捨てること等で局終了時にポイントを獲得できる（ただし振り込んでしまった場合は得ることが出来ない）。また、自分の槓により槓ドラ（槓ウラを含む）を乗せて和了したときもポイントを獲得できる。
しかし自分の槓により槓ドラ（槓ウラを含む）を相手に乗せて和了されたり役満が確定する捨て牌を鳴かれて和了される、または最下位確定となる上がりをする等、相手を有利にする行為や捨牌に対しては逆に評価ポイントがマイナスされる（この場合でも1位で対局を終了すればマイナス分は返還される）。
他にも対局で1位になり、かつプロ雀士や自分より段位の高い相手を4位にした場合等でも得る事ができる（ただし、プロ雀士は七段以上でもOKだが段位の高い相手は六段までしかこの項で評価ポイントはもらえない、重複はある）。また、上級段位者は幻球変動戦の場合のみ評価ポイントが獲得できる。

### リーグ戦
リーグ戦はMJ3の東風戦・半荘戦に加え、三人打ちリーグが新設された。各リーグ別にA1-C3のレギュラーリーグがあり、東風戦・半荘戦にはS1-S3のプロリーグが月替わりで開催される（三人打ちリーグにプロリーグは存在しない）。プレイヤーは各リーグ階級に所属し、同じクラスの他のプレイヤーと対戦して上位リーグ階級を目指す。なおレギュラーリーグへは初段以上であれば参加可能だが、プロリーグへの参加には後述する参加権が必要である（参加権を持っていても級位では参加できない）。
リーグ戦は、「セット」と呼ばれる一定数の対局ごとに合計値が記録され、その平均値がリーグの成績となる。2セットが終了した時点で1セット目と2セット目の平均値が算出され、その値が「自己ベスト」として記録される。3セット目以降は前回セット終了時の成績と現在消化したセットの成績の平均値が計算され、それが自己ベストを上回っていれば更新される。ただし自己ベストが更新できなくてもその値は前回時点の成績として残るため、あるセットで大きなマイナスとなった場合、次のセットで挽回しても自己ベストが更新できないケースがある。1セットの試合数は各リーグによって異なるが、入れ替え対象となる最低試合数の「規定試合数」は全てのリーグで2セットと決められている。
原則、一定期間ごとの基準日（レギュラーリーグは毎週日曜日、プロリーグは7日、14日、21日、28日）で一旦締め切り規定試合数を消化した同クラスのプレイヤーの成績を集計した結果により入れ替え、基準日翌日以降にMJ4をプレイして結果を受け取った際に階級が移動する。リーグ階級内で成績上位のプレーヤーは階級が1つ昇格し、下位のプレーヤーは1つ降格する。なお規定試合数を消化しなかった場合、入れ替え判定が行われず成績は持ち越しとなる。またリーグ戦で良い成績を修めても、3開催（そのリーグで3回入れ替えが行われる）が経過すると昇格条件を満たしていても権利が失効し昇格が無効となる（降格になる場合はいつまでも有効）。
一定試合数消化後、特別昇格ボーダーを越える成績を出した場合、入れ替え基準日を待たずに昇格することができる（Aクラス以上では特別昇格はない）。逆に連敗が続き降格ボーダー内に残れそうに無い場合は、成績をリセットすることが出来る（ただし、自己ベストの記録自体は残るため、リセット後に規定対局数を消化して降格ボーダーを越えることが出来なければ、降格は免れない）。成績のリセットもAクラス以上では行えない。上位階級を目指すにはある程度の戦数をこなし、かつそれなりに良い成績を修める必要がある。
プロリーグに参加するにはレギュラーリーグAクラス（A1・A2・A3階級）でプロリーグ参加権ボーダーを越える成績を修め、対応する参加権を獲得する必要がある。またプロリーグ1ヶ月ぶん（4週間）の成績による、月間ランキングで上位となる事でもプロリーグ参加権を獲得できる。東風戦プロリーグは偶数月の1日-28日、半荘戦プロリーグは奇数月の1日-28日にそれぞれ開催されている。
プロリーグ参加権は東風戦・半荘戦別に、一開催月のみ有効である。従ってプロリーグ参加権を消費した場合、およびプロリーグS3階級から陥落し（または級位に転落し）参加権を失った場合は改めてプロリーグ参加権を獲得する必要がある（級位に転落した場合は、開催期間中であれば段位昇格で復帰可能）。なおMJ3でプロリーグ参加権を獲得したままMJ4に引き継いだ場合は、その参加権でプロリーグに参加できる。
プロリーグではS1階級で「S1レベル」が設定されており、S1階級でリーグ昇格条件を満たすと上昇する。一度上がったレベルは下の階級に降格してもリセットされず、S1階級に再昇格すれば降格前までのレベルからスタートする。また、プロリーグの無い三人打ちリーグではA1階級で「A1レベル」が設定されている。
前記の段位が短期での成績で上下するのに対し、リーグ階級はある程度まとまった成績で上下するのが大きな違いである。
なお、リーグ戦でも段位変動する。また『麻雀格闘倶楽部』と異なり、リーグ戦参加中に級位に転落した場合、即座にリーグ戦から追い出され強制的に段位別戦に移動させられる。またリーグ戦で維持・昇格になった場合、特典としてGOLDや経験値が授与される（プロリーグでは十段・上級段位者に幻球が授与される場合がある）。
使用される牌の背の色はC（リーグ）が青、Bが緑、Aが赤、プロリーグが紫（Ver.Bまでは青）となっている。また、卓のラシャ地は東風戦が緑・半荘戦が紫・三人打ちが青緑となっている。

## 雀荘モード
雀荘モードとはゲーム内の雀荘街に点在する雀荘を舞台にアイテム購入等にも使われるGOLDを賭け、より多くのGOLDを稼ぐ事を目的とするゲームモードである。MJ3から新たに追加された新機軸のゲームモードだったがMJ4稼働当初は開催されておらず、前作からのプレイヤーから不評を買っていた。VerBより稼働を開始し、事実上の「再開」となった。
各雀荘はランク分けがされており採用ルール、参加料や成績により収受するGOLDのレートも異なる。各店で入店可能な時間帯（営業時間）が決まっている他、プレイヤーの所持GOLDが基準未満だと入店できない。
雀荘モードでの対局では異なるルールが採用される事があるために、経験値・幻球戦による段位変動はしない。その代り雀荘のルールそれぞれにおける熟練度を示す「雀荘LV」がある。またレギュラーリーグやプロリーグと同じく、それらとは独立した雀荘リーグが存在する。

### 雀荘リーグ
雀荘リーグは他リーグと同様に基準日（毎週日曜日）間で一定数以上の対戦を消化したプレイヤーの成績を集計し、その中での成績で階級を移動する（ただしレギュラー/プロリーグとは異なり、S3とA1の間で昇降格がある）。しかし他リーグでは点数を成績として採用しているが、雀荘リーグでは集計対象雀荘での（参加費等は含まない純粋な）GOLDの収支を成績として採用する。このため、各雀荘のルールや（チップを含めた）レートを考慮した戦略がプレイヤーには求められることになる。
雀荘リーグではレギュラー・プロリーグと異なりベストスコア制は採用しておらず、対象雀荘での収支が昇降格に直結する。したがって、昇格ボーダーをクリアした後も打ち続けていると昇格ボーダーを割ってしまうこともある。雀荘リーグでも特別昇格は存在する（Aクラス以上では存在しない）。また、降格ボーダーまで成績を回復できる見込みがない場合はギブアップを行うことが出来る。ギブアップすると即座にリーグ降格し、成績がリセットされる。なお、特別昇格やギブアップの結果リーグクラスが変動するとそのままでいると集計対象外となってしまうため一度カード排出を行い雀荘を移動しなければならない。雀荘リーグ維持または昇格するとボーナスとしてGOLDを獲得できる。なおS1階級では「S1レベル」が設定されており、S1階級で「Gボーナス確定圏」をクリアすると上昇する。

### 雀荘LV
雀荘LVは、各ルールにおける熟練度を示す指標である。MJ4では「チップ」「三人打ち」の各ルール毎に、雀荘経験値が溜まる（MJ3に存在した「割れ目」「デフレ」「喰いタンなし」はVer.Bでは採用している雀荘が無い）。雀荘経験値は収支により増減し、経験値が一定まで溜まるとそのルールの雀荘LVが上がる。また、一定まで減るとLVが下がる。LVが変動した時は雀荘経験値は0に戻る（飛び級や飛び降格は発生しない）。一部雀荘では該当ルールの雀荘LVが一定に達していないと入場できないといった制限がある（現在の所S闘技場のみ）。なお雀荘LVの初期LVは一律「LV1」となるが、MJ3からカードを引き継いだ場合は引き継いだ時点での雀荘LVからスタートする。

### その他の特徴
雀荘モード独自のフューチャーとして、役満を和了するとJACKPOT（ジャックポット）またはmini JACKPOT（ミニジャックポット）として大量のGOLDを獲得することができる。JACKPOTは門前で役満（四暗刻（単騎待ちも含む）、13面待ちでない国士無双、およびフリテン13面待ち国士無双は対象外）を和了すると獲得でき参加費の10000倍（東風戦）又は4000倍（三人打ち）のGOLDが獲得できる。mini JACKPOTはJACKPOTに該当しない役満の和了、もしくは数え役満の和了により獲得でき参加費の1000倍（東風戦）又は50倍（三人打ち）のGOLDが獲得できる。なおMJ4より13面待ちでない国士無双を聴牌し、アガリ牌をツモってからアガリ取らずでフリテン13面待ちに変えてから和了することに成功した場合はmini JACKPOTになる。また、JACKPOTによる収入は雀荘リーグの成績には含まれない。
雀荘モードへの参加には段位制限は無い。また初回はGOLDを500G以上所持している必要があるが、2回目以降は入店できる雀荘があれば参加可能である。現状では入場に必要な所持GOLDがもっとも低い（300G）「まーじゃん学院」と「麻雀大学」が毎日営業しているため、300G持っていれば雀荘モードに参加できる。
雀荘モードは従来の公式モードとは別の位置付けになっており公式モードにおける経験値の変動、評価ポイントの発生、幻球争奪戦の発生、ライセンスの成績の変動、レギュラー・プロリーグの成績などに雀荘モードでの戦績が影響する事は無い。

## トレーニングモード
大澤ふみなプロが中心となっているモードで、プレイヤーの基本雀力アップを目的としている。以下のモードが月ごとに行われる。
- 2回アガリ麻雀：東風戦で2回和了った人がトップ。トビなし。
- 透明リーチ麻雀：対戦相手のリーチが見えない（一発役はなし。リーチ者はアガリ時または流局時に判明する）。ロンアガリは得点が2倍。トビなし。
- リャンシバ麻雀：東一局から、常に二翻縛りの状態になる。トビあり。

なお、トレーニングモードではサテライト実況が行われずライブモニタのリプレイにも登録されない。また、Ver.CよりトレーニングLVに応じた「トレーニングチャレンジ」が出題されるようになり、出題された課題をクリアすると評価ポイントを獲得することができる。

## 全国イベント
定期的に全国イベントが実施され、全国のプレイヤーが腕を競い合う。イベントの結果により、優勝者はもちろんのことスコア上位者に対し一定の割合で「入賞」「入選」などのランク付けがされ、それぞれ特典が与えられる（「入賞」「入選」などのボーダーラインは、イベントスコア集計時および結果受取時に画面表示される）。なお、イベントが採用するルールにより、経験値・幻球変動のシステムが異なる。
- 全国大会
地区予選（北日本・関東・中部・近畿・西日本）→全国決勝の2段階で行われる（大会によっては決勝のみ）。任意の連続した規定試合分の合計で最も良かったものが自己ベストとして採用され、そのポイントによって順位が決定される。地区予選では地区毎の成績上位数十%（割合は大会によって異なる）が決勝へ進めるため、通過できるスコアのボーダーラインはイベントスコア集計時および結果受取時に画面表示される。
- ディフェンスコンテスト（Ver.Cロケテスト以降で実施）
点数を取られる事（振込、他家のツモ上がり、ノーテン罰符の支払が対象）により減るポイント（ディフェンスポイント）を失うまでに、いかに多くの局を消化できるかを競う。
- 幻球バトル（Ver.Cより実施）
幻球を所持する上級段位者のみ参加できるイベントで、幻球争奪戦が起き易くなっている。規定試合以上プレイした参加者を対象に、（1試合目からの）通算スコアを競う。なお、規定試合数の上限は無いが開催時間は他のイベントよりも短くなっている。
- MJオープン（Ver.Cより実施）
プロ雀士との対戦機会を増やすために実施される、短期決戦のイベント。任意の連続した規定試合分の合計で最も良かったものが自己ベストとして採用され、そのポイントによって順位が決定される。予選Aブロック・Bブロックで上位に入ったプレイヤーのみが本選へ出場できるが、通常の全国大会に比べ出場枠が少ないため、ボーダーラインが非常に高くなっている。また、本選で好成績を残すか、本選で規定試合数以上プレイしたがプロ雀士と対戦できなかったプレイヤーには、次回MJオープンへのシード権が与えられる。

### これまでの主な全国イベント
大会の回数はMJ3からの通算である（以降...となっている場合、その大会からそのルールとなる）。なお、予選がある場合、プロ雀士は予選免除となっている。
| 大会名 | 開催モード                                                              | ルール （集計されるスコア）                         | 日程                                                                        |
| --- | ----------------------------------------------------------------------- | --------------------------------------------------- | --------------------------------------------------------------------------- |
| 第19回全国大会 | 三人打ちルール （決勝のみ開催）                                         | 連続8試合の合計スコア                               | 2011年1月13日-1月24日                                                       |
| 第15回幻球バトル | 東風戦・MJルール                                                        | 1試合目からの通算スコア （4試合以上のプレイが必要） | 2011年1月28日                                                               |
| 第7回MJオープン | 東風戦・MJルール （予選Aブロック・Bブロックとも 上位約200人が本選進出） | 連続6試合の合計スコア                               | 予選Aブロック：2011年2月4日 予選Bブロック：2011年2月5日 本選 ：2010年2月6日 |
| 予選Aブロックは六段以上のみ参加可能だが、予選Bブロックは全段位が参加可能。特典は従来の「優勝」「入賞」「入選」に加え、予選でも「（予選の）優勝」「入賞」「入選」「予選通過」「参加賞」、本選では「MJ賞」「参加賞」が設けられた。この大会では幻球争奪戦が起こらず、上級段位者は全試合が幻球変動戦となっていた。 |                                                                         |                                                     |                                                                             |
| 第20回全国大会 | 三人打ちルール （決勝のみ開催）                                         | 連続8試合の合計スコア                               | 2011年4月13日-4月17日                                                       |
| 第2回近代麻雀CUP | 東風戦・MJルール （地区予選上位40%が決勝進出）                          | 連続8試合の合計スコア                               | 予選：2011年3月11日-3月21日 決勝：2011年3月24日-3月27日                     |
| 「近代麻雀」とのタイアップ。この大会では幻球争奪戦が起こらず、上級段位者は全試合が幻球変動戦となっていた。特典は予選でも「予選1位」「入賞（2位-50位）」「入賞」「入選」「予選通過」「参加賞」、決勝では「近代麻雀特別賞」「参加賞」が設けられた。                                                              |                                                                         |                                                     |                                                                             |

## 店舗内イベント
各店舗単位で不定期に発生するイベント。およそ30分〜1時間程度開催される（ミッション競争は定員に達し次第終了する）。どのイベントが発生するかは店内の参加人数・時間によってランダムである。また回数をカウントするものはコンティニューすると引き継がれるが、ミッションを達成して宝箱を獲得するとその数値はリセットされる（再度達成すれば達成回数分宝箱を獲得できる）。三人打ちルールでも同条件で行われるため、三人打ちプレイヤーの方が有利である（例外として「残りツモ数30枚以上でアガれ」は三人打ちは54枚、《8順》、4人打ちは70枚、《10順》とこのミッションは4人打ちが有利である）。MJ4より、全国イベント開催日でも店舗内イベントが開催されるようになった。

### 店舗内イベントの内容
- ミッション競争

与えられた課題を店舗内で競うイベント。全員強制参加となる。ミッションを達成すると順位により金宝箱〜木宝箱が貰える。箱のグレードや貰える人数は店舗のサテライト数や参加者数・ミッションの内容により異なる。イベントの時間が経過するか、定員に達した時点で終了となる。MJ4よりミッションの内容が変更され、Ver.Bからミッションが追加された。
例：「アガリ時に赤5を2枚以上稼げ」「配牌で表ドラを4枚引け」「残りツモ数30枚以上でアガれ」・・・など
- 経験値2倍タイム

経験値の変動が2倍になるイベント。試合毎に参加するか否かはプレーヤーが選択できる。待ち受け画面から対局開始の間に画面右下に参加のアイコンが出現し、参加する場合はそのアイコンをタッチ、参加しない場合はそのまま放置すればよい。参加すると、その対局の順位と点数による経験値の変動が2倍になる。評価ポイントによる経験値の変動は2倍にはならない。経験値2倍タイムに参加できるモードは、公式モードの東風戦・三人打ちルールおよび雀荘モードの雀荘LV経験値が変動する試合で、公式モードの半荘戦（半荘戦リーグなど）は参加できない。また、上級段位の幻球変動値は2倍にならない。
- イーピン祭

（MJ4ではVer.Bより実施）イベント期間中に1筒を引いた数に応じて銅メダルが貰えるイベント。全員強制参加となる。ルールは単純で、とにかく配牌やツモで1筒を引くだけ。鳴きやロン和了りの分はカウントされない。イベント開催中に4枚以上引くと銅メダルが貰えるようになり、引いた枚数に応じて貰える銅メダルの枚数が増えていく。銅メダルには対局終了時に一旦換算されるが1回のイベント終了までカードを排出せずに継続すればその値は引き継がれ、以降は差分の枚数が対局終了ごとにもらえる。タイム切れなどで対局の途中で退場すると銅メダルを獲得することができなくなるので、大量獲得のチャンスがある場合は注意が必要である。時間は他のイベントに比べると比較的短い。
- MJビンゴ!（Ver.Cより実施）

特定の条件を満たすとマスが埋まるビンゴカードが配られ、ラインを揃えるイベント。全員強制参加となる。ラインが揃うと、そのラインに設定された宝箱が獲得できる。配られるビンゴカードは以下の3種類。
アガリ役 de ビンゴ!
アガリ役がマスに書かれたビンゴ。アガった役のマスが埋まる。一度のアガリでビンゴカードに書いてある役が複合している場合は、アガった役全てのマスが埋まる。
キャラクター de ビンゴ!
キャラクターの種類（ストリート系、どっしり系、カジュアル系等）がマスに書かれたビンゴ。自分がアガった際、相手のアバターに設定されているキャラクターマスが埋まる。ロンなら放銃者、ツモなら対戦相手全員のマスが埋まる。
地域 de ビンゴ!
地域名がマスに書かれたビンゴ。アガった相手がプレイしている店舗の所属地域が埋まる。ロンなら放銃者、ツモなら対戦相手全員のマスが埋まる。

## 対局ルール

### MJルール
以下はMJルールと呼ばれる通常ルールである。
- （東風戦）20,000点持ちの25,000点返し。
- （半荘戦）25,000点持ちの30,000点返し。
- 順位ウマ ワンツー（10-20）。
- 食いタン、後付け、ピンフツモあり。
- 喰い替えなし。
- 西入なし。
- ドラ、裏ドラ、槓ドラ、槓裏ドラあり。槓ドラは常時即乗り。
- 赤ドラあり（五萬、五筒、五索に各1枚）。
- 30符4翻の場合は切り上げ満貫とする（60符3翻や120符2翻では切り上げ満貫にはならない）。
- 荒牌流局は親流れ（南場は4本場まで親の聴牌で連荘あり）。
- 途中流局あり（九種九牌、四風子連打、四開槓に適用。4人リーチは続行。九種九牌は連荘。その他は親流れ）。
- ダブロン、トリプルロンあり（頭ハネや流局ではないが、供託点は頭ハネ）。
- 国士無双のみ暗槓からの槍槓が可能。
- 包（パオ）あり（大三元、大四喜、四槓子、四連刻に適用）。
- 数え役満あり（13翻以上）。
- 流し満貫あり。和了扱いとして積み符や供託点も得られる。成立していても、アガリボタンを押さないことで流し満貫を宣言しない（無効にする）こともできる。
- 国士13面、四暗刻単騎、大四喜、純正九蓮はダブル役満ではなくシングル役満として計算。ただし役満の純粋な複合はあり。
- 人和は倍満で他の役と複合しない。但し元のアガリが倍満を超える場合人和は無効となり元のアガリが優先される。
- 持ち点0点未満によるドボン（ぶっ飛び終了、ハコテン）あり。0点ちょうどは続行。
- オーラス親のアガリやめあり（アガった際、トップでなければ連荘、トップなら終了）。

ルールは基本的に『セガ四人打ち麻雀MJ』からほぼ同じである（MJ2より半荘戦の持ち点と南場での連荘条件、および九種九牌流局が連荘に変更されている）。

### その他のルール（4人打ち）
雀荘モードやイベントにより、MJルールと若干異なるルールが採用されることがある。
- チップルール

一発、赤・裏・槓ウラ、役満、トビ賞でチップのやり取りを行うルール。雀荘モードでこのルールが採用される雀荘では通常のMJルールでの点数状況の他、チップの増減もGOLDの変動に加味される（MJ4のチップレートは、すべての雀荘で5,000点相当である）。MJ4より門前でないアガリでも赤ドラ分のチップが受け取れる。また、順位ウマが20-40と公式4人打ちの2倍になっている。途中抜けに対するペナルティがチップ-10枚と非常に厳しい。
- 2回アガリルール
  - 持ち点0点未満によるドボン（ぶっ飛び終了、ハコテン）なし。
  - アガリを2回達成した時点、または東四局終了で対局終了。
  - オーラス親の点棒トップによるアガリやめなし（アガった際、アガリ2回目でなければ連荘、2回目なら終了）。
  - 順位は2回アガリを達成した者が点棒に関係なく1位となる。ただし、同時に2人以上2回目のアガリを達成した人間がいる場合は点棒の多い方が優位となる。2回アガリを達成できなかったプレイヤーは点棒で順位が決められる。
- 透明リーチルール
  - 一発なし。
  - 持ち点0点未満によるドボン（ぶっ飛び終了、ハコテン）なし。東四局終了まで対局が行われる。
  - ロンアガリの点数がリーチ、ダマ、鳴きに関係なく常に2倍（ツモアガリは通常通り）。
  - リーチが局の間は他家には見えず、局終了時にリーチをしていた事が全員に公開される。
- リャンシバルール
  - 対局中、常に二翻縛り。それ以外はMJルールに準じる。
- 割れ目ルール
  - 局開始時に割れ目のプレイヤーが決定され、そのプレイヤーは和了点による収支が2倍になる。（積み棒・リー棒・ノーテン罰符は対象外）
  - 25,000点持ちの30,000点返し。
  - 順位ウマが10-30（ワンスリー）。
  - オープン立直あり（ツモアガリ、ロンアガリ共に二翻扱い、ダブル立直と複合は三翻扱い）。
  - トビ賞あり（SCORE +10、順位確定後に清算）。複数のプレイヤーを同時に飛ばした場合は、飛ばした相手全員から貰える。逆にダブロン・ノーテン罰符等で、複数のプレイヤーがトビ賞をもらえる場合は頭ハネになり、トビのプレイヤーから数えて最もツモ順が近いプレイヤーがトビ賞を獲得できる。

### 三人打ちルール（公式モード・雀荘モード共通）
- 25,000点持ちの30,000点返し
- 東一局〜南三局までの半荘戦で行われる。
- 東家、南家、西家でゲームを行い、北家はいない（ちなみに北家がいないので、方角に囚われなくなった）。
- 荒牌流局は親流れ。
- ダブロンあり（供託点は頭ハネ）。
- 萬子の二〜八が無い。
- チーはできない。
- ドラ表示牌が一萬の場合、ドラは九萬となる。
- ウマは、1人浮き：1位+30/2位-10/3位-20、2人浮き：1位+20/2位±0/3位-20となる。
- 積み棒は1本1000点として扱う。
- 北は全員客風牌扱い（MJ3の雀荘モードでの「北は常にドラ」ルールは採用していない）。
- 点数計算はMJ3と異なり、『4人麻雀と同等の点数計算を行う→北家の分を折半する』という計算方法になった（親ツモ時は折半、子ツモ時は親5/8・子3/8）。

## 採用役
☆…門前役、※…食い下がり役、◆…割れ目ルールでのみ採用の役 ○…上がり特典として宝箱（銀）が与えられる（翻役のみ）

### 一翻
- 門前清模和☆
- 立直☆
- 一発☆
- 役牌
- 平和☆
- 断么九（☆）
- 一盃口☆
- 海底撈月
- 河底撈魚
- 嶺上開花
- 槍槓

### 二翻
- ダブル立直☆
- オープン立直◆ - 常に二翻。開示は待ち牌部分のみ。
- 七対子☆ - 二翻25符相当。
- 全帯※
- 三色同順※ - 三人打ちルールでは不可能。
- 一気通貫※
- 対々和
- 三色同刻
- 三暗刻
- 三槓子○
- 混老頭○ - 必ず七対子or対々和が複合する。
- 小三元 - 必ず役牌2が複合する。

### 三翻
- オープンダブル立直◆ - 常に三翻。
- 二盃口☆○
- 混一色※
- 純全帯※

### 満貫
- 流し満貫 ○- 和了扱い。

### 六翻
- 清一色※○-宝箱は門前のみ

### 倍満
- 人和☆○ - 他の役と複合しない。但し、元の上がり点が倍満を超える場合は人和は無効となり高い方の上がりが優先される。

### 役満
役満及び数え役満のアガリにはすべて宝箱（金）が与えられる。この場合、宝箱（銀）を重複して得ることは出来ない。一つの役でダブル役満（大四喜、四暗刻単騎待ちなど）は取れないが、役満同士の複合は認められている。
- 天和☆
- 地和☆
- 緑一色 - 發の有無を問わない。
- 四暗刻☆ - 単騎待ち・シャンポン待ちのツモ上がりの得点を区別しない。
- 九蓮宝燈☆ - 筒子、索子も可。Ver.Bからフリテン純正（9面待ち）は準正（1面待ち）として扱われる。
- 国士無双☆ - 13面待ちもフリテン適用。Ver.Bからフリテン13面待ちは1面待ちとして扱われ、雀荘モードのJACKPOTもminiとなる。これはフリテン13面待ちは1面待ちから切り替えしてもすぐツモられ、JACKPOT獲得多発を防ぐためと思われる。
- 大三元
- 字一色
- 清老頭
- 四喜和 - 小四喜、大四喜の得点を区別しない。
- 四槓子 - 雀頭の完成を以って和了りとする。

## 過去に採用されていたルール
- 八連荘(2010年5月20日をもって廃止)
- 5本場以降の2翻縛り(2010年4月1日をもって廃止)
- ローカル役（三連刻・四連刻・大車輪）(2010年4月1日をもって廃止)

## MJ.NET
MJ.NET（エムジェイ ネット）とは、セガネットワーク対戦麻雀MJ4ユーザー向けのネットワークコンテンツサービスである。
アーケードゲームと連動しており、以下のようなサービスを使用できる。
- MJ4カードの登録（メイン・サブカードの合計2枚が登録可能。MJ.NET上でのカスタマイズ・成績閲覧等はメインカードでのみ行えるので、サブカードでサービスを利用するには切り替える必要がある）、再発行の申請
- リーグ戦や全国イベント等での個人成績閲覧
- 最近の対戦履歴の確認、対戦相手の戦績閲覧
- MJ4稼働店舗の状況と店舗内ランキングの閲覧
- 局終了後に転送指示をした牌譜の閲覧（2008年9月30日より公開、auでは転送・閲覧共に行えない）
- MJ4カードとMJ.NET上のアイテム倉庫間での、アイテムとGOLDの送受信
- アイテムの売買、オークションへの出品・入札
- 他のプレイヤーとチームを結成
- 肩書き、カスタムチャットメッセージ設定、所属都道府県、所属店舗（マイ店舗）等の変更
- ニックネームの変更（漢字や半角文字も使用可能）、オリジナルニックネームの申請
- サイコロ街（雀士育成ゲーム）

サービスはパソコン向けサイトとiモード（NTTドコモ）・Yahoo!ケータイ（ソフトバンクモバイル、VGS・3Gの一部機種を除く）・EZweb（au(KDDI)、WAP2対応機種のみ）に対応した携帯電話向けサイトがあり、いずれも有料（一部無料）である。また、MJ3のMJ.NETで管理されているアイテム・GOLD等はMJ4のMJ.NETに移行できる。

### オリジナルニックネーム
オリジナルニックネームとは、他人とかぶらない唯一無二のニックネームであることが保証されているニックネームである。オリジナルニックネームは一定のニックネーム所有期間や対局消化等の条件を満たした上でMJ.NETにて不定期に実施されるオリジナルニックネーム申請期間内に申請し、セガによる審査を通過することで認定される。
オリジナルニックネームが認定されるとニックネームの変更ができなくなる反面、認定されているオリジナルニックネームと同じニックネームを他者がオリジナルニックネームとして申請・使用することができなくなる。また、MJ.NET認定雀士になるにはオリジナルニックネームであることが必須である。

### MJ.NET認定雀士
MJ.NET認定雀士とはオリジナルニックネームを所有するMJ.NET登録プレイヤーの中で、卓越した麻雀センスと対戦成績を持つとセガが選出し認定した雀士である。
MJ.NET認定雀士は毎月認定され、専用のメンバーズカードが贈呈される。設置店舗によっては特別優待（フリープレイ）を受けられる（その場合のプレイ料金はセガが負担する。またフリープレイは認定モードに限られるため、レギュラーリーグや雀荘リーグへの参加は通常モード（有料）で行わなければならない）。また大会の予選を免除される、無条件でプロリーグに参加できるなどの特典がある。但し、認定期間内に規定数（=フリープレイ可能回数）以上対局を行うことと期間終了後にレポートを提出することが義務付けられる。また、認定雀士のプロフィールやプレイ状況は公開される。そのためプロフィールの公開を希望しないなどの場合、認定を辞退することもできる。
なお認定雀士にはマナーも求められるため、認定判定時に不適切なチャットメッセージ（ウザチャなど）が登録されていると認定に足る成績を残していても認定されないことがあるほか不適切なプレイ（ウザチャ、タメロン、牛歩など）をして苦情があると認定を取り消されることもある（実際に取り消された例もある）。
MJ4では2008年6月よりMJ.NET認定雀士が登場した。また2008年4月に「認定仮面」、2008年5月に「GAME JAPAN」の企画として「中里キリ」「編集（青）」が限定的ながら認定雀士として登場した。

## その他

### バージョンアップ履歴
- Ver.A
  - 2008年4月16日より稼働した。ヘルプ機能の料金設定が公開され、閉店間際に硬貨投入を受け付けない不具合が修正された。
- Ver.B
  - 2008年9月25日より稼働した。以下の機能が追加された。
    - 雀荘モード（一部雀荘を除き復活）
    - チーム内戦
    - ハンドアイテム
    - チャレンジ
    - 開催告知（ヘルプ機能）
    - アイコンタッチによる説明表示（上下の情報表示エリア）
    - プロ／認定雀士（ライブ機メニュー）
    - 牌譜機能（MJ.Viewer4、2008年9月30日より公開）
- Ver.C
  - 2009年4月22日より稼働した。以下の機能が追加された。
    - シングルモード（CPU相手に四人打ちを行うモード。ヤングガンガン連載『咲-Saki-』とコラボレーション）
    - トレーニングチャレンジ（トレーニングモードで出題される課題。クリアすると評価ポイント獲得）
    - オートアガリ、オートツモ切り機能
    - 解説ボイスの男女切替機能
    - 実況および解説ボイスのバリエーション増加
    - 1位獲得条件表示機能
    - 任意リプレイ送信、再生機能（指定した対局をライブモニタで再生できる）
    - ライブ機のリプレイでのみ山牌が復活（サテライト筐体では依然山牌なし）
    - リプレイの早送り機能
    - ライブ機コンテンツ「MJ4紹介」
    - 店舗内イベント「MJビンゴ!」（アガリ役・アガった相手のキャラクターor地域を対象としたビンゴ大会）
    - 速報情報（サテライト画面上部に表示）
    - メンツ・ターツ完成演出
    - テンパイ時の待ち牌表示に、五萬・五筒・五索が待ちに含まれるとき赤牌と通常の牌で点数計算が区別されるように
    - プロリーグの牌の色が青色から紫色に変更、さらに所属リーグ階級により変化する牌の色がライブ機のリプレイにも反映

### 現在実装されていない機能
MJ4では以下の機能が実装されていない。
- 雀荘モードのチップルール、三人打ちルール以外のルールの雀荘
- チーム雀荘（MJ3に存在した機能）
- チーム大会の開催（MJ3に存在した機能、「チーム内戦」モードは同じチーム内の雀士と対戦を行うだけに限定される）

### 不具合報告
MJ4で現在確認されている不具合は以下のとおり。
- 【復旧済み】三人打ちリーグのA1で昇格すると「A1レベルアップ」となるが、この時上級段位者に幻球変動値が与えられていたのを2008年3月24日より中止された。なお、この幻球変動値プレゼントは2009年3月2日以降の三人打ちリーグで「A1レベルアップ」すると授与されることが発表された（実際に受け取れるのは2009年3月9日以降）。

### MJ4 Evolution ロケテスト履歴
MJ4Evoは2010年3月10日より、全国の店舗で本稼働開始された。以下はロケテストの情報である。
- 2009年9月29日-10月12日に、一部店舗でロケテストが実施された。以下の新要素が導入されていた。
  - 雀荘モード「廃倉庫（ガラス牌ルール）」（同種牌4枚の内、透明な牌を3枚使うルール）
  - トレーニングモード「理論編」（麻雀の基本技術をクイズ形式で学ぶモード）
  - 店舗内イベント「MJビンゴ！」の『アガリ牌 de ビンゴ！』（アガリ時に手牌にあった牌と同じマスが埋まるビンゴ大会）
  - 新アイテムカテゴリ『発声文字』『チャット枠』
  - 演出の変化（点棒を手渡しでやり取りするようになったなど）
  - ケータイでMJ!（電子マネー対応の携帯電話機を、MJ4メンバーズカードの代わりに使用できる機能。特定の店舗でのみ実施。尚電子マネー決済には非対応）
- 2010年1月26日以降にも、一部店舗でロケテストが実施されている（一部のモードは2010年2月9日以降、休止している）。上記の要素に加え、以下の新要素が導入されている。
  - 公式モード「段位別三人打ち」（リーグ戦ではない、経験値・幻球の変更する三人打ちルール）
  - 雀荘モード「雀荘インペリアル（インフレルール）」（割れ目＆ドラ2枚めくりルール）
  - 店舗内イベント「MJスクラッチ」（アガった回数に応じてスクラッチカードを削るイベント）
  - ハンデキャップ導入：Cリーグ・Bリーグにて幻球保持者と対戦すると、低段位者はその試合にプラス経験値。逆に幻球保持者はAリーグに上がらない限り毎試合ごとにハンデとしての経験値がマイナスされていく。
  - 全てのロケテスト実施店舗で「ケータイでMJ!」が出来るようになった。

## 書籍
- MJ4攻略大全（2008年11月7日発売、ホビージャパン、1,500円[税込]）